# Eric Bruhn
Eric Belton Evers Bruhn (ur. 3 października 1928 w Kopenhadze, zm. 1 kwietnia 1986 w Toronto) – duński tancerz baletowy, choreograf i aktor.

## Życiorys
Mając dziewięć lat rozpoczął naukę w Dansk Royal Theatre Ballet School w Kopenhadze. Pierwszy raz wystąpił na scenie w 1946 tańcząc w roli Adonisa według choreografii Haralda Landersa. W 1947 zdał egzamin i dostał się do Royal Ballet, ale przebywając w Wielkiej Brytanii zaangażował się w Metropolitan Ballet. Rok później wrócił do Danii, a już w 1949 został głównym tancerzem Royal Ballet. Tańcząc ze światowej sławy baletmistrzem Hansem Beckiem został przez niego uznany za osobę o wybitnym talencie, której wróżył wielką sławę. W drugiej połowie 1949 Erik Bruhn wyjechał do Nowego Jorku, przez dziewięć lat występował w American Ballet Theatre. W międzyczasie epizodycznie występował w kopenhaskim Royal Ballet. W 1961 ostatecznie pożegnał scenę duńską i rozpoczął karierę solisty występując z wieloma zespołami baletowymi w Europie i USA. Występował m.in. w USA (w Nowym Jorku, Chicago), Kanadzie, Francji i Wielkiej Brytanii.
Do jego najwybitniejszych ról należą główne partie z Sylfidy, Giselle, Romeo i Julia i Jeziora łabędziego. W 1962 John Cranko specjalnie dla Erika Bruhna skomponował balet Dafnis i Chloe, który został wystawiony w Stuttgart Ballet. 
Do klasyki baletu przeszły jego występy ze znanymi balerinami: Amerykankami Cynthią Gregory, Norą Kaye, Allegrą Kent i Marią Tallchief, Rosjanką Natalią Makarową, Dunką Kristin Simone, Angielką Nadią Neriną.
W latach 1967–1973 był dyrektorem Szwedzkiego Baletu Królewskiego, a od 1983 do śmierci Narodowego Baletu Kanady.
W 1963 przyznano mu Order Dannebroga oraz przyznawaną we Francji nagrodę im. Niżyńskiego.
Od 1960 był w związku nieformalnym z Rudolfem Nuriejewem.
Zmarł na raka płuc, ale Pierre-Henri Verlhac sugerował, że choroba nowotworowa była związana z AIDS (Nuriejew zmarł w 1993 na AIDS). Z pozostawionego majątku Erika Bruhna utworzono fundację wspierającą młodych tancerzy baletowych.